# L'Atelier de Capucine
 (octobre 2018).
Si vous disposez d'ouvrages ou d'articles de référence ou si vous connaissez des sites web de qualité traitant du thème abordé ici, merci de compléter l'article en donnant les références utiles à sa vérifiabilité et en les liant à la section « Notes et références ».
L'Atelier de Capucine est un roman de Didier Cornaille publié en 2015.

## Résumé
En 2014 Bastien, traducteur parisien chez divers éditeurs, hérite d'une ferme dans le Morvan. Il y va et voit qu'un commerce du village (à au moins 6 km) est l'atelier de raccommodage de Capucine. Tonin, paysan (et grand-père de Capucine) lui nettoie le tour de la ferme. Bastien rentre à Paris et ses copains le ramènent à sa ferme qu'ils aménagent puis repartent. Il rencontre Capucine et continue ses traductions. Elle est virée du village et Tonin l'installe dans la grange de Bastien qu'il a aménagée. Elle s'éprend de Bastien. Ils vivent ensemble et créent une usine employant 12 personnes au bout de 3 ans. Who, fabricant de jeans chinois, vient et leur dit qu'ils l'ont ruiné. Elle rachète son usine.